# Regionalwahl in den Marken 2015
Die Regionalwahl in den Marken 2015 fand am 31. Mai statt; der Regionalrat und der Präsident der Region wurden gleichzeitig gewählt.

## Wahlergebnis
| Kandidaten                                            | Kandidaten             | Stimmen | %    | Listen                        | Stimmen | %    | Mandate |
| ----------------------------------------------------- | ---------------------- | ------- | ---- | ----------------------------- | ------- | ---- | ------- |
|                                                       | Luca Ceriscioligewählt | 251.050 | 41,1 | Partito Democratico           | 186.357 | 35,1 | 15      |
| Uniti per le Marche (Verdi – PSI – IdV – SC)          | Luca Ceriscioligewählt | 251.050 | 41,1 | 26.677                        | 5,0     | 2    |         |
| Popolari Marche – Unione di Centro (mit DemoS und CD) | Luca Ceriscioligewählt | 251.050 | 41,1 | 18.109                        | 3,4     | 1    |         |
| ↳ Gesamt                                              | Luca Ceriscioligewählt | 251.050 | 41,1 | 231.143                       | 43,6    | 18   |         |
|                                                       | Giovanni Maggi         | 133.178 | 21,8 | Movimento 5 Stelle            | 100.215 | 18,9 | 5       |
|                                                       | Francesco Acquaroli    | 116.048 | 19,0 | Lega Nord                     | 69.053  | 13,0 | 3       |
| Fratelli d’Italia – Alleanza Nazionale                | Francesco Acquaroli    | 116.048 | 19,0 | 34.538                        | 6,5     | 1    |         |
| ↳ Gesamt                                              | Francesco Acquaroli    | 116.048 | 19,0 | 103.591                       | 19,5    | 4    |         |
|                                                       | Gian Mario Spacca      | 86.848  | 14,2 | Forza Italia                  | 49.884  | 9,4  | 2       |
| Marche 2020 – Area Popolare                           | Gian Mario Spacca      | 86.848  | 14,2 | 21.048                        | 4,0     | 1    |         |
| Democrazia Cristiana                                  | Gian Mario Spacca      | 86.848  | 14,2 | 4.388                         | 0,8     | –    |         |
| ↳ Gesamt                                              | Gian Mario Spacca      | 86.848  | 14,2 | 75.320                        | 14,2    | 3    |         |
|                                                       | Edoardo Mentrasti      | 24.212  | 4,0  | Altre Marche – Sinistra Unita | 20.266  | 3,8  | –       |
| Gesamt                                                | Gesamt                 | 611.336 | 100  |                               | 530.535 | 100  | 30      |